# Anne Brasz-Later
Anne (An) Brasz-Later (Goes, 16 juli 1906 – Utrecht, 2 september 2020) was sinds het overlijden van de 114-jarige Geertje Kuijntjes op 24 december 2019 de oudste inwoner van Nederland.
Anne Brasz-Later werd geboren in het Zeeuwse Goes. Niet veel later verhuisde ze naar Nederlands-Indië en bleef daar 40 jaar wonen. Ze trouwde in 1931 in Soerabaja met Hendrikus Ahasuerus Johan Brasz. Haar man kwam in 1938 om het leven bij een auto-ongeluk. Brasz-Later werd tijdens de bezetting van Nederlands-Indië geïnterneerd in een jappenkamp. In 1949 keerde ze terug naar Nederland.
Brasz-Later woonde de laatste jaren van haar leven in een verzorgingstehuis in Utrecht. Ze werd verzorgd door haar dochter, die uit de Verenigde Staten was overgekomen. Toen ze, na het overlijden van Kuijntjes, de oudste inwoner van Nederland werd, was ze op dat moment nog relatief kwiek voor haar hoge leeftijd.
Met 114 jaar en 48 dagen is Brasz-Later de op twee na oudst geworden ingezetene van Nederland ooit.